# إرنا أورباخ
إرنا أورباخ (بالألمانية: Erna Auerbach)‏ هي رسامة ألمانية، ولدت في 1897 في فرانكفورت في ألمانيا، وتوفيت في 1975 في لندن في المملكة المتحدة.